# Складений твір
Складений твір — вид творчого результату, що утворюється шляхом поєднання двох або більше самостійних творів або їх фрагментів в єдине ціле. Складені твори створюються завдяки добору, організації й обробці вже існуючих творів чи їх частин, що здійснюється на основі самостійного творчого задуму. Такий твір відрізняється від простого зібрання творів тим, що поєднання має системний характер і підпорядковане спільній ідеї, темі або призначенню.
Складені твори можуть існувати в різних формах: літературних, музичних, художніх, аудіовізуальних тощо. Прикладами є антології, хрестоматії, збірки віршів, музичні попурі, кінозбірки, колажі. Авторські права на складений твір не обмежують прав творців первісних творів, що до нього увійшли, але визнається і право на добір та організацію матеріалу.